# Gerald Kindermans
Gerald L. D. Kindermans, né le 8 juillet 1957 à Saint-Trond est un homme politique belge flamand, membre du CD&V.
Il est licencié en droit et avocat.

## Fonctions politiques
- Membre du parlement flamand du 13 juin 1999 au 13 juin 2004.
- Bourgmestre de Heers.
- Député fédéral depuis le 10 juin 2007 au 25 juin 2014